# مجمع‌الجزایر دماغه زمین‌شناسی

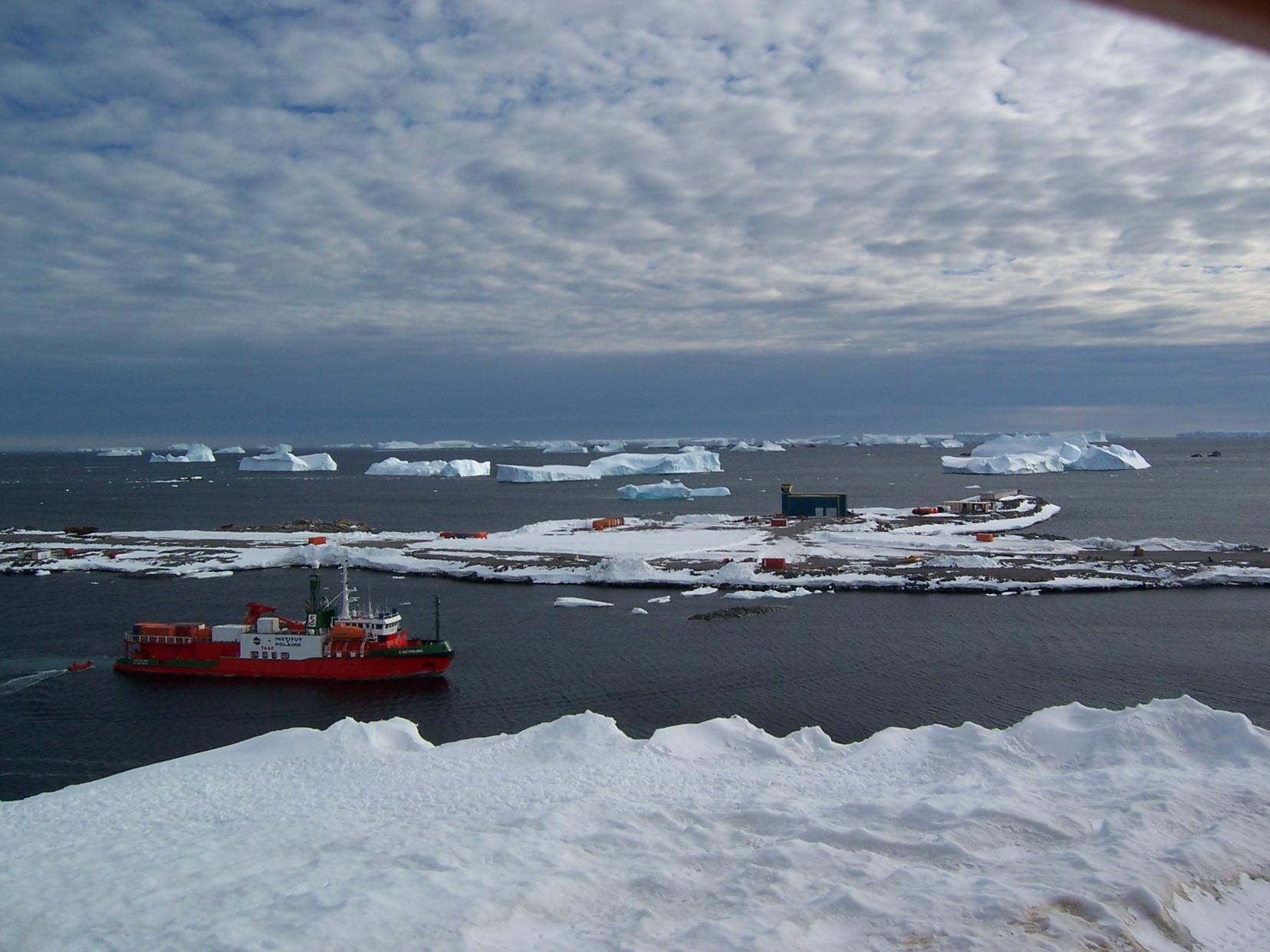
نمایی از مجمع الجزایر زمین‌شناسی

مجمع‌الجزایر دماغۀ زمین‌شناسی (به فرانوسی: Pointe Géologie Archipelago)، مجمع‌الجزایر کوچکی از جزایر صخره‌ای و صخره‌های نزدیک به شمال دماغه زمین‌سنجی و  زبان یخرودی اسطرلاب از غرب جزیره هلن تا شرق جزایر دومولان در سرزمین ادلی، قطب جنوب، کشیده شده است.

## تاریخچه
گروه کاوشگران فرانسوی به فرماندهی ناخدا ژول دومون دورویل در 22 ژانویه 1840 بر روی صخره دبارکمان در جزایر دومولان فرود آمد. از آنجایی که نمونه‌های سنگی به دست آمد، به آن نام «دماغه زمین‌شناسی» را به خاطر ویژگی‌های ساحلی که در جنوب صخره دبارکمان نمودار شده است، دادند. این مجمع الجزایر تا حدی از عکس های هوایی گرفته شده توسط عملیات هایجامپ نیروی دریایی ایالات متحده در سال‌های 1946-1947 مشخص شد. به دنبال بررسی‌هایی که توسط گروه‌های کاوشگر قطب جنوب فرانسه در طول دوره 1950-1952 انجام شد، فرانسوی‌ها نام «مجمع‌الجزایر دماغۀ زمین‌شناسی» را به کل مجمع‌الجزایر دادند، زیرا اعتقاد بر این است که ویژگی ساحلی دورویل با بخش‌هایی از مجموعه جزایر نزدیک به شمال زبان یخرودی اسطرلاب مرتبط است.